# Streptomyces
Streptomyces este cel mai mare gen de actinobacterii, aparținând familiei Streptomycetaceae. Au fost descrie peste 500 de specii aparținând acestui gen. Streptomicetele sunt bacterii Gram-pozitive.
Speciile din acest gen sunt caracterizate de producerea unui număr mare de metaboliți secundari. Secretă aproximativ două treimi din antibioticele utilizate clinic de origine naturală. De exemplu, streptomicina își ia numele direct de la denumirea genului.